# Allá lejos y hace tiempo (libro)
Allá lejos y hace tiempo (Far Away and Long Ago - A History of My Early Life en inglés) es un libro autobiográfico escrito por Guillermo Enrique Hudson cuando tenía más de 75 años, en el Reino Unido en 1918 en el que evoca su niñez y juventud pasadas en una zona rural de Argentina, su país natal.

## Autor

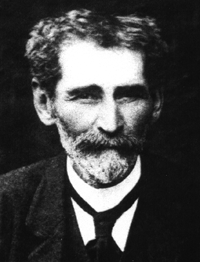
Guillermo E. Hudson

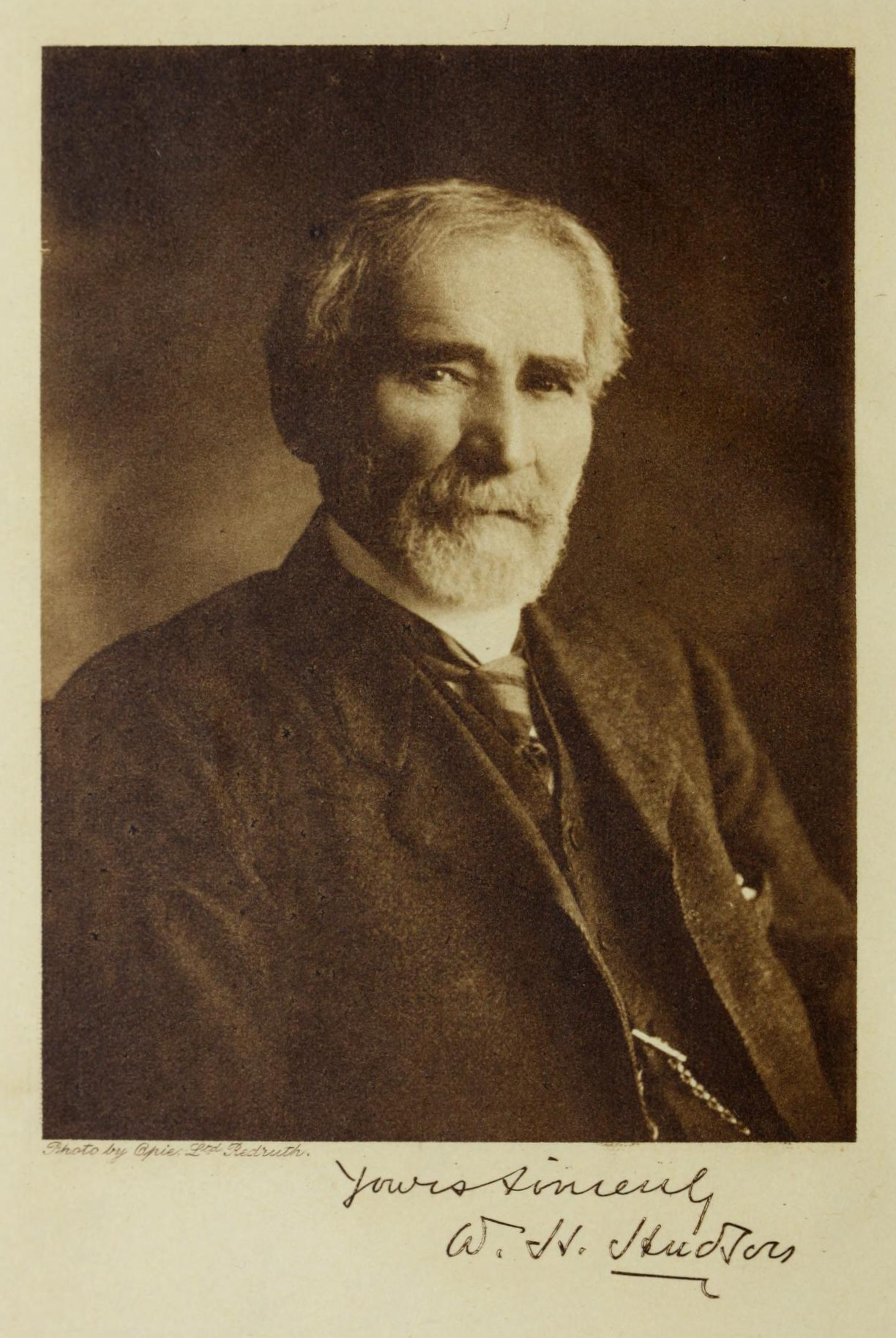
Guillermo Enrique Hudson

William Henry Hudson (Quilmes, 4 de agosto de 1841 - Worthing, 18 de agosto de 1922) ―conocido en Argentina como Guillermo Enrique Hudson― fue un naturalista y escritor nacido en la Argentina. Sus padres llegaron desde Boston al Río de la Plata en 1837, se afincaron en una zona rural donde actualmente se ubica la localidad de Ingeniero Juan Allan, que en ese entonces se encontraba en el partido de Quilmes y actualmente se encuentra en el partido de Florencio Varela Compraron una pequeña estancia de 400 varas (0,33 km) de frente por una legua y media (8,36 km) de longitud y comenzaron la cría de ovejas. Guillermo Enrique, que fue el cuarto hijo, tenía un vivo interés por la naturaleza en general y por los pájaros en particular, al punto que la gente del lugar le decía el “hombre de los pájaros”. Emigró al Reino Unido en 1874 donde prosiguió sus estudios de ornitología y escribió en 1918 su obra autobiográfica Allá lejos y hace tiempo. 

## El libro
Dice el autor al comienzo de la obra que nunca tuvo la intención de escribir una autobiografía y que trozos de su vida se encuentran ya narrados en algunas de sus obras escritas en la madurez. Sigue contando que llegó enfermo a una localidad costera de Inglaterra y al segundo día empezó a recordar vívidamente episodios de su infancia y juventud por lo que tomó el lápiz y comenzó a escribir un primer borrador durante esas seis semanas, Tres años más tarde lo repasó, corrigió y suprimió algunas partes.
El libro tiene en su versión original en inglés algunas expresiones castellanas, como “¡Perdón, por Dios!”, “Las once han dado y sereno...”, “las once han dado y nublado...”. En Allá lejos y hace tiempo se describen hechos nimios como el palomar que estaba junto a la casa paterna “blanqueado por fuera y con una pequeña puerta que siempre estaba cerrada con llave” y también imágenes que parecen salidas del libro de la naturaleza, un vuelo de patos silvestres, la muerte del perro Pichicho, el reír homérico de don Gándara, como por ejemplo cuando describe al ombú:

” El ombú es verdaderamente un árbol singular, ya que, siendo el único representante de la vegetación natural del suelo en aquellas niveladas planicies, y existiendo también muchas extrañas supersticiones relacionadas con él, equivale a un romance en sí mismo.”

## Versiones fílmicas
Su obra Allá lejos y hace tiempo fue llevada dos veces a la pantalla. La primera versión, dirigida por Ricardo Becher fue filmada en 1969 pero no se completó porque la edición y el doblaje que estaban a cargo de los coproductores estadounidenses no fueron realizados. La segunda versión fue dirigida por Manuel Antin y se estrenó el 25 de mayo de 1978.